# オーシャン (レッド・ツェッペリンの曲)
「オーシャン」 (The Ocean) は、イギリスのロックグループ、レッド・ツェッペリンの楽曲。1973年、彼らの第5作アルバム『聖なる館』のB面4曲目に収められて発表された。作詞作曲はジョン・ボーナム、ジョン・ポール・ジョーンズ、ジミー・ペイジ、及びロバート・プラント。レコードでの演奏時間は約4分30秒。

## 概要
凝った単音リフが印象的な、快活なロックナンバー。題名は、「聖なる館（＝コンサート会場）」を埋め尽す大洋のような聴衆の隠喩であると思われる。
メインリフは、15/8拍子（4/4+7/8）の変拍子。ヴォーカルパートの間にギター・ソロ、さらに無伴奏のスキャットが挿入される。コーダに至って曲は突然シャッフルビートとなり、ギター・ソロの背後にドゥーワップ風のコーラスが入る。多様な要素を、複雑さを感じさせずに巧みに盛り込んだ曲である。
なお、イントロの前に聴こえるのは、ボーナムの「We've done four already but now we'er steady and then they went. 1, 2, 3, 4」というカウントの声である。
また、LPとリマスター前のCDでは、開始1分38秒後のギターソロの裏でかなり大きな音量で電話のベルが数回聴こえる。録音状態は非常に良いが、偶然に入ってしまったものと思われる。リマスター盤でも辛うじて聴こえる。

## ステージ・パフォーマンス
1972年のアメリカツアーで登場し、1973年まで主としてアンコールで演奏された。
「レッド・ツェッペリン DVD」や「レッド・ツェッペリン狂熱のライヴ」リマスターDVDでは、1973年7月27日のニューヨーク・マディソン・スクエア・ガーデン公演でのこの曲のライヴ映像が収録されている。